# Steve Clark
Stephen Maynard "Steve" Clark, född 23 april 1960 i Hillsborough i Sheffield, South Yorkshire, död 8 januari 1991 i London, var en brittisk musiker och gitarrist i hårdrocks- och glam metal-gruppen Def Leppard 1978-1991. 
Han avled av en blandning av antidepressiva läkemedel, smärtstillande tabletter och alkohol. Hans död anses inte ha varit självmord.

## Biografi
Steve Clark var född och uppvuxen Hillsborough, en stadsdel i nordvästra Sheffield i England. Från tidig ålder visade han intresse för musik. När han var sex år tog hans mor med honom till en konsert för att se The Shadows spela. Vid elva års ålder frågade han sin far, en taxichaufför, om han kunde få en gitarr. Hans far gav honom en, på villkoret att Steve skulle lära sig spela. 

## Instrument
Steve använde främst Gibson-gitarrer under sin karriär med Def Leppard. Han använde ibland andra gitarrer, till exempel en Fender Stratocaster i musikvideon till låten "Love Bites".

## Karriär med Def Leppard
Innan han började i Def Leppard 1978, spelade Steve coverlåtar med sitt lilla band, Electric Chicken, i Sheffield. Runt den tiden träffade han Pete Willis (Def Leppards ursprungliga gitarrist och grundare). Steve bad om en plats i bandet och gick med i Def Leppard i januari 1978. Enligt ett uttalande av Joe Elliott i musikprogrammet Behind the Music provspelade Clark för Def Leppard genom att spela Lynyrd Skynyrds låt "Free Bird".  
Clark bidrog mycket till bandets musik och texter. Han och Pete Willis delade på gitarrspelandet och Steve fick smeknamnen "The Riffmaster". När Willis 1982 ombads att lämna Def Leppard, rekryterades gitarristen Phil Collen till bandet. 

## Död
Steve Clark bidrog med hälften av låtarna till bandets femte album Adrenalize strax före sin död. Låten "White Lightning" på Adrenalize skrevs till Clark. Titeln på låten kommer av att de andra bandmedlemmar Def Leppard hade givit Clark smeknamnet "White Lightning" på grund av hans preferens att bära vita scenkläder. 
Vid tiden för sin död, var Steve Clark på en sex månader lång ledighet från Def Leppard, eftersom han hade brutit ett revben. 
Den 8 januari 1991 påträffades Steve Clark död på sin soffa av sin flickvän Janie Dean. Obduktionen visade han dog av en överdos kodein och han hade även valium, morfin och en alkoholhalt i blodet på .30, tre gånger högre än den brittiska lagliga gränsen för bilkörning. Det fanns inga tecken på självmordstankar eller uppsåt. Daniel van Alphen, Clarks besökare kvällen före, vittnade om att de två gick till den lokala puben och återvände till gitarristens hem vid midnatt för att titta på en video. 
Steve Clark begravdes på Wisewood Cemetery i Loxley i Sheffield, nära sin familjs hem. Hans gitarrer såldes av hans flickvän. Tesla, som öppnade för Def Leppard på Hysteria-turnén, spelade in en hyllning till Steve Clark på albumet Psychotic Supper, kallad "Song & Emotion (To Our Friend, Steve 'Steamin' Clark)".
I filmen Hysteria – The Def Leppard Story spelas Clark av Karl Geary.